# Dark Is the Night for All
"Dark is the Night for All" é uma canção da banda norueguesa A-ha,o primeiro single do álbum Memorial Beach, lançado a 24 de maio de 1993. A música, como o álbum inteiro, foi gravada nos estúdios Prince's Paisley Park, em Minneapolis, EUA.
No Brasil, a canção foi incluída na trilha sonora internacional da novela "O Mapa da Mina", da TV Globo em 1993. A obra foi o último trabalho de Cassiano Gabus Mendes, que faleceu em 18/08/1993, menos de 15 dias antes do final da novela. Na trama, Dark Is The Night foi tema do protagonista "Rodrigo", interpretado pelo filho do autor, Cássio Gabus Mendes. A trilha foi lançada pela gravadora Somlivre (pertencente ao Grupo Globo na época), em LP (405.0035), K7 (745.0035) e CD (400.1217).

Trilha sonora internacional da novela "O Mapa da Mina" que a canção esteve incluída. Nota-se que na trilha da novela a canção é grafada apenas como "Dark Is The Night".

No geral, o vídeo mostra pessoas em várias formas de escravidão.